# 164e méridien est
En géographie, le 164e méridien est est le méridien joignant les points de la surface de la Terre dont la longitude est égale à 164° est.

## Géographie

### Dimensions
Comme tous les autres méridiens, la longueur du 164e méridien correspond à une demi-circonférence terrestre, soit 20 003,932 km. Au niveau de l'équateur, il est distant du méridien de Greenwich de 18 256 km,.
Avec le 16e méridien ouest, il forme un grand cercle passant par les pôles géographiques terrestres.

### Régions traversées
En commençant par le pôle Nord et descendant vers le sud au pôle Sud, Le 164e méridien est passe par:
| Coordonnées           | Pays, territoire ou mer  | Notes                                                                         |
| --------------------- | ------------------------ | ----------------------------------------------------------------------------- |
| 90° 00′ N, 164° 00′ E | Océan Arctique           |                                                                               |
| 75° 22′ N, 164° 00′ E | Mer de Sibérie orientale |                                                                               |
| 69° 44′ N, 164° 00′ E | Russie                   | Tchoukotka Kraï du Kamtchatka — à partir de 64° 52′ N, 164° 00′ E             |
| 62° 37′ N, 164° 00′ E | Mer d'Okhotsk            | Golfe de Penjina                                                              |
| 61° 40′ N, 164° 00′ E | Russie                   | Kraï du Kamtchatka — Péninsule du Kamchatka                                   |
| 60° 01′ N, 164° 00′ E | Mer de Bering            | Golfe Karaguinski                                                             |
| 59° 02′ N, 164° 00′ E | Russie                   | Kraï du Kamtchatka — Golfe Karaguinski                                        |
| 58° 44′ N, 164° 00′ E | Mer de Bering            |                                                                               |
| 56° 00′ N, 164° 00′ E | Océan Pacifique          |                                                                               |
| 10° 29′ S, 164° 00′ E | Mer de Corail            |                                                                               |
| 20° 05′ S, 164° 00′ E | Nouvelle-Calédonie       |                                                                               |
| 20° 16′ S, 164° 00′ E | Mer de Corail            |                                                                               |
| 25° 46′ S, 164° 00′ E | Océan Pacifique          |                                                                               |
| 60° 00′ S, 164° 00′ E | Océan Austral            |                                                                               |
| 70° 32′ S, 164° 00′ E | Antarctique              | Dépendance de Ross, Liste des territoires revendiqués par la Nouvelle-Zélande |
| 74° 48′ S, 164° 00′ E | Océan Austral            | Mer de Ross                                                                   |
| 77° 42′ S, 164° 00′ E | Antarctique              | Dépendance de Ross, Liste des territoires revendiqués par la Nouvelle-Zélande |